# Orectognathus nanus
Orectognathus nanus är en myrart som beskrevs av Taylor 1977. Orectognathus nanus ingår i släktet Orectognathus och familjen myror. Inga underarter finns listade i Catalogue of Life.